# Strobilanthes dasyspermus
Strobilanthes dasyspermus är en akantusväxtart som beskrevs av Wilhelm Sulpiz Kurz. Strobilanthes dasyspermus ingår i släktet Strobilanthes och familjen akantusväxter. Inga underarter finns listade i Catalogue of Life.